# Janet Napolitano
Janet Napolitano (Nova Iorque, 29 de novembro de 1957) é uma política dos Estados Unidos da América.
Está filiada no Partido Democrata. Governou o estado do Arizona de 2003 a 2009, quando foi escolhida secretária de segurança interna do governo do presidente Barack Obama.
Em agosto de 2011, foi considerada a 15º mulher mais poderosa do mundo, segundo a Forbes.
Janet Napolitano anunciou que tenciona deixar o seu actual lugar como secretária de segurança interna no final de Agosto de 2013 a fim de se tornar a primeira mulher presidente da Universidade da Califórnia.
Ela desempenhou um papel fundamental na fundação da iniciativa conhecida como Ação Diferida para Chegadas na Infância (DACA), proporcionando esperança e alívio a inúmeras jovens que viviam sem documentos em todo o país. Além disso, ela conquistou a distinção de ser a primeira mulher a ocupar o cargo e continua sendo a secretária de Segurança Interna com o mandato mais duradouro até hoje. Durante o seu tempo de liderança, o Departamento passou por uma significativa transformação em suas capacidades de segurança, evoluindo para se tornar uma organização mais eficiente, unida e eficaz.